# Gare de Hanságliget
La gare de Hanságliget (en hongrois : Hanságliget vasútállomás) est une halte ferroviaire hongroise située à Jánossomorja.